# Rossini (cóctel)
El Rossini es un tipo de la bebida alcohólica realizada con vino blanco espumoso (generalmente Prosecco) y pulpa de fresas. El cóctel es la alternativa más popular  al clásico Bellini.

## Origen del nombre
La bebida fue nombrada por compositor italiano del siglo XIX Gioachino Rossini.
Siendo una variación del cóctel Bellini, está basado en la misma preparación. Se cortan dos trozos gruesos de una fresa que se reservan. Se hacen puré las fresas restantes y se pone en dos copas de champán. Se rellenan con prosecco y se sirven con los trozos de fresa reservados en el borde del vaso.

## Otros cócteles similares
- Bellini. Zumo o puré de melocotón en lugar de fresa.
- Mimosa. La fresa es reemplazada por zumo de naranja.
- Tintoretto. Consta de champán y zumo de granada.
- Puccini. Similar al Mimosa, pero contiene zumo de tangerina o mandarina.